# Pierre Léandre de Mark-Tripoli de Panisse-Passis
Pierre Léandre de Mark-Tripoli, comte de Panisse-Passis, est un général et homme politique, né le 19 février 1770 à l'hôtel de Panisse (Aix-en-Provence) et mort le  8 avril 1842 à Villeneuve-Loubet.

## Biographie
Fils d'Henri de Mark-Tripoli, marquis de Panisse-Passis, chef de brigade de gendarmerie, et de Jeanne-Charlotte d'Albertas (sœur de Jean-Baptiste d'Albertas), Pierre Léandre de Mark-Tripoli de Panisse-Passis est admis dans l'ordre de Malte en 1776. Durant la Révolution, il sert dans les carabiniers de Monsieur, à l'Armée des princes. 
Le 19 mai 1800, à Marseille, il épouse Louise de Borély, fille d'Honoré de Borély, notaire à Marseille, et de Marie Catherine de Surian. Héritière du château Borély, elle est la nièce de Louis Joseph Denis Borély et la petite-nièce de Joachim de Surian.
À la première Restauration, il est nommé commandant d'une des deux cohortes de la garde nationale de Marseille et reçoit la croix de Saint-Louis. Il seconde le duc d'Angoulême dans le Midi durant les Cent-Jours, avant de se retirer dans le Piémont. Il est nommé maréchal de camp et inspecteur général des gardes nationales dans les Bouches-du-Rhône à la Seconde Restauration.
Conseiller général des Bouches-du-Rhône, il est compris, le 5 novembre 1827, dans l'ordonnance par laquelle Villèle introduit à la Chambre des pairs 76 partisans de sa politique. Le comte de Panisse-Passis siège jusqu'à la révolution de juillet 1830 parmi les soutiens dévoués du trône, et quitte la Chambre haute en vertu de l'article 68 de la Charte de 1830 qui annule les créations de pairs faites sous le règne de Charles X.